# Acsai Roland
Acsai Roland (Cegléd, 1975. június 16. –) Radnóti-, Zelk Zoltán- és Bárka-díjas magyar író, költő, műfordító, drámaíró. Műveinek sajátja az erős képiség, a letisztultságra való törekvés, a természetszeretet és a humor. Egyaránt otthonos a felnőtt-, és a gyermekirodalomban, közel áll hozzá az irodalmi fantasy. Az utóbbi időkben a klasszikus versformák felé fordult.
Az Artisjus Felügyelő Bizottsági tagja volt az Irodalmi Szakosztály képviseletében nyolc évig. Szerkesztette az Új Forrás gyerekirodalmi rovatát és az Üveghegy online gyermekirodalmi magazint. Drámaíróként is ismert, több darabja került bemutatásra különböző színházakban. A Holnap Kiadó "Mesék az operából" című sorozatának egyik szerzője. Egyik mestere Tandori Dezső volt. 

## Életútja
Abonyban nőtt fel. Az Eötvös Loránd Tudományegyetem Bölcsészettudományi Karán magyar szakon diplomázott 2003-ban, 1996 óta publikál. Tagságok: Szépírók Társasága, Magyar Pen Club, Berzsenyi Társaság.
Felesége volt Acsai-Varga Vera festőművész, közös gyermekük Zsófia. Ezután J. Kovács Judittal élt együtt, a Kerekítő mondókáskönyv-sorozat és foglalkozás-hálózat megalkotójával. Budapesten él, felesége Kása Tímea színésznő, akivel együtt készülnek közös darabjukra. Gyermekük: Acsai Johanna.
50. születésnapja alkalmából a júniusi Irodalmi Jelenben a Hónap alkotója lett. Abonyban az Irodalmi Kávézóban rendeztek számára ünnepi estet, amely során Abony polgármestere, Pető Zsolt köszöntötte. 

## Művei

### Könyvei
- Milyen évszak, 2001, Liget
- Természetes ellenség, 2003, JAK-Kijárat
- Alagútnapok, 2005, Palatinus
- Két ég satujában, 2008, Palatinus Kiadó
- Hajnali kút, 2011, L'Harmattan Kiadó
- Jin és Jang – különleges történet az összetartozásról, 2016, Főnix Könyvműhely (lírai fantasy)
- Szívhajítók, 2016 (Könyvhét), Holnap Kiadó, kisregény
- Kerekítő manó és az évszakok, 2016, Móra Kiadó (J. Kovács Judittal közösen)
- Szellemkócsagok, 2017, L'Harmattan Kiadó
- A betondzsungel könyve, 2017, Holnap Kiadó (gyerekregény, illusztrált)
- Kerekítő Manó utazásai, 2017, Móra Kiadó (J.Kovács Judittal közösen)
- Csipkerózsika; Pjotr Iljics Csajkovszkij balettműve alapján; ill. Pásztohy Panka; Holnap, Budapest, 2018 + CD
- Csonthavazás (regény), Napkút Kiadó, 2018
- Pillangókisasszony (Puccini operája alapján), Illusztrálta Szimonidesz Hajnalka, Holnap Kiadó, 2019, CD-melléklettel
- A süniverzum (mese), illusztrálta Forrás Károly, 2019 (megjelent az illusztrátor magánkiadásában)
- Hunyadi László (Erkel Ferenc operájának meseváltozata), illusztrálta: Sajdik Ferenc, Holnap Kiadó, 2019, CD-melléklettel
- Tili és Tiló (meseregény), Moldován Mária illusztrációival, Koinónia Kiadó, 2019
- Kerekítő Manó mini meséi (J. Kovács Judittal közösen), illusztrálta: Kállai Nagy Krisztina, Móra Kiadó, 2020
- Regény a csodaszarvasról, Bölecz Lilla illusztrációival, Zrínyi Kiadó, 2020 (ifjúsági regény)
- Északi szajkó (versek gyerekeknek és gyerekekről), Kalota Művészeti Alapítvány, 2020 (e-könyv)
- Hoffmann meséi (Offenbach operettjének meseátirata), illusztrálta: Cserkuti Dávid, Holnap Kiadó, 2021
- Mi dalol a madárban, Parnasszus Könyvek, 2021
- Deli Vid avagy A szigetvári csata halhatatlan hőse; ill. Vadas Máté; Zrínyi, Bp., 2021
- Góré; Kalota Művészeti Alapítvány – Napkút, Bp., 2022
- A vihar, Holnap Kiadó, 2022, illusztrálta Dani Orsi
- Bánk bán, Holnap Kiadó, 2022, illusztrálta Cserkuti Dávid
- Titusz, a hős. Elbeszélő költemény 350 strófában, felező tizenkettesekben a nándorfehérvári hősről, Dugovics Tituszról; ill. Igor Lazin; Zrínyi, Bp., 2022
- Áttelelő nap; Tipp Cult, Bp., 2023 (Parnasszus könyvek P-art)
- Gerlefény, Napkút Kiadó, 2025

### Publikációi antológiákban
- Szép versek: 2002, 2003, 2004, 2005, 2006, 2007, 2008, 2009, 2011, 2013, 2023, 2025
- Az év versei, 2003
- Aranysityak (új gyerekversek)
- A hit nyelvtana (esszéantológia)
- Születik vagy csinálják (esszék a versírásról)
- Családi kör – versek hajdani és mai családokról
- Verstörténés
- Verslavina, Athenaeum, 2016 (versek a negyvenéves korról)
- Jelen!, Móra Kiadó, 2016 (ifjúsági novellák antológiája)
- Ajtók és Átjárók, Főnix Könyvműhely, 2016 (fantasyantológia)
- Szívlapát, Pagony-Tilos az Á, 2017 (ifjúsági versantológia)
- Kortárs költőverseny, 2017
- A századelő költészete, 2018
- Önlexikon, 2017
- Emlék egy állapotról – Bárka-díjasok antológiája, 2018
- Szülőföldem (szerkesztette: Pécsi Györgyi), Kortárs Folyóirat Kiadói Kft., 2019
- Mondani-valók (gyerekversek ünnepekre, szerkesztette: Lovász Andrea), Bárka Kiadó, 2019
- Erdőszelfi, Móra Kiadó, 2020
- Kezd őszülni a nyár (irodalmi szöveggyűjtemény 3-4. osztályosoknak), Református tananyagtár, 2020
- Olvasmányok 5-6. osztályosoknak, Oktatási Hivatal, 2020
- Sportszelfi, Móra Könyvkiadó, 2021
- Tengerecki – kalandok Magyarországon, Cerkabella Kiadó, 2021
- Egy testben két szív, Corvina, 2023
- PENdrive antológia, Magyar PEN Club, 2024
- 111 Költő (Székelyhidi Zsolt portréival), Magyar Napló Kiadó, 2025
- Reménytövis, Kortárs keresztény versantológia, 2025, Kálvin Kiadó

### Drámái
- Háborítatlanul
- Camille (fordító)
- Esumi és Asao (A Kalmár Ákos rendezésében bemutatott darab elnyerte az RS9 Színház Off Fesztiváljának fődíját)
- Kerekítő manó és a hókatonák szíve (a J. Kovács Judittal írt meséjéből a Manócska-társulat tart bábszínházi előadásokat a Hatszín Teátrumban)
- Farkasok (Bárka folyóirat, 2018/2)
- Névtelenül (Szolnoki Szigligeti Színház, rendezte és előadja: Molnár Nikolett írta: Alma H. Bond fordította: Acsai Roland)
- Farkasok (a Gyulai Várszínház produkciója), írta: Acsai Roland, rendezte: Formanek Csaba, szereplők: Kása Tímea, Bodor Géza, zene: Kettős Tamás és Nagy Lajos, bemutató: 2020. 07. 03.
- Tili és Tiló (mesedarab a Lázár Ervin Program keretében), 2025, rendezte: Kaj Ádám, szereplők: Kása Tímea, Bodor Géza, zene: Olgyai Gábor
- Toll a levegőben. Bemutató: 2025. 06. 20. Babits-ház. (A Babits Mihály színház és az SZFE közös produkciója.)

### Megzenésített versek, dalszövegek
- Pátkai Rozina/Minka: Hát így
- Hangraforgó: Elaludtál a vonaton
- Hangraforgó: Játszótér
- Bertóti Johanna: A bagoly

### Publikációi lapokban, rádióban
- Alföld; Bárka; Élet és Irodalom; Forrás; Holmi; Kortárs; Előretolt Helyőrség; Országút; Irodalmi Jelen; Jelenkor; Kalligram; Könyvpiac; Kritika; Liget; Litera; Magyar Napló; Magyar Narancs, Magyar Televízió "Verssor utcazajban" című műsora, Magyar Rádió „Első közlés” című műsora; Kossuth Rádió; Karc Fm; Magyar Katolikus Rádió; Mozgó Világ; Műhely; Népszabadság; Parnasszus; Székelyföld; Tiszatáj; Új Forrás

### Fordításai
Igen jelentős műfordítói tevékenységet folytat. Több könyvsiker fordítója. Regényfordításai itt találhatók (a lista nem teljes): https://moly.hu/alkotok/acsai-roland/forditasok

### Diafilm
J. Kovács Judit-Acsai Roland (Kállai Nagy Krisztina illusztrációival): Kerekítő manó mini meséi

## Díjai, ösztöndíjai
- Móricz Zsigmond-ösztöndíj, 2003
- MAOE Alkotói Ösztöndíja, 2004
- Zelk Zoltán-díj, 2006
- Res Artis-díj, 2006. október
- Az NKA alkotói ösztöndíja, 2007
- Radnóti-díj, 2012
- Bárka-díj, 2016
- Az RS9 Színház Off-fesztiváljának fődíja, 2017
- Az év írója díj ifjúsági könyv kategóriában a "Jelen" című antológiában megjelent írásáért, 2017
- Az Egy a természettel-pályázat első díja, 2021
- A Somogy 50-pályázat különdíja, 2022
- Az év költői szava 2022[5]

## Írásairól
Monográfia Acsai Roland lírájáról:
Halmai Tamás: A teljes kör (Acsai Roland versvilága), Cédrus művészeti Alapítvány, 2020
"Halmai Tamás verselemző esszékötete Acsai Roland költői életművének újabb korszakára összpontosít. Arra, amely a szorongás közérzeti lírájából levont nyelvi-poétikai (és lelki-szellemi) tanulságokat egy irodalmunkban szokatlan kiteljesedés szolgálatába állította. Bátran és szelíden. Keletre figyelve, Északot tanulmányozva, hegyek, fjordok, bálnák és fák, szarvasok, madarak világától tanulva világosságot, s mindeközben a szerelem és az apaság kettős élményét mint mindennapi misztériumot fogalmazva verssé…"
Gergely Ágnes Acsai Rolandról írja a "Tapintható transzcendens" című írásában: 
"Ebben a satuban mások a szószerkezetek ("...egy fenyő / Lábnyomai..."; "A zuzmók ideje..."), az érzéki észleletek ("Kikerültem, össze ne tapossam / Meztelen talpad nyomát a havon"), a hasonlítások ("...a fából ácsolt épületek.../ olyanok, mint Gallén-Kallela / Vagy Pekka Halonen műtermei..."), és más az idő dermedtsége ("Finnország: folyamatos jelen idő. / Nem kezdhető el róla mondat / Úgy, hogy: »Emlékszel?«"). Ez az egész égsatu látható, tapintható és fáj: "...sirálykiáltás timsója húzza / Össze a széltől összekaszabolt ég sebeit..." 
Boldog Daniella írása az Égigérőn a Tili és Tilóról:
"Annyi sok kaland fért ebbe a kis kötetbe, annyi sok minden történik még Tilivel, Ródlival és Szimorral, mint egy vaskos nagy meseregényben, és ami igazán fontos: annyi sok minden történik bennünk is. Ez a történet is azok közé tartozik, amik képesek elérni azt a gyermeknél, hogy mindenestül átadja magát az eseményeknek, a fejében pörögni kezdjen a mozi...A kalandos történet, a műfaj még önmagában nem elég ahhoz, hogy elérje ezt a hatást olvasónál és hallgatóságnál, kell az az atmoszférateremtő erő, ami ebben a történetben megvan..."
A Könyvutca írása:
"Az a véleményem, hogy Acsai Roland az operamesék írásának nagy mestere, nagyon jó érzékkel dolgozza át ezeket a komor, tragédiákkal tűzdelt operákat úgy, hogy a gyerekek megértsék, sőt, élvezzék is a történetet. Az pedig, ahogy a humort is beleviszi a mesébe, egyszerűen zseniális."
Részlet dtk8 www.moly.hu-s értékeléséből:
"Acsai Roland olyan jól ír! Vicces, és közben lírai, nagyon jó olvasni."
A Hunbooks a Szellemkócsagokról:
"Ez a kötet egy sámán erejével bír.
Kivételes címével és tartalmával fogott meg igazán. A Szellemkócsagok egyértelműen a kortárs költészet különleges megnyilvánulása. Teljesen egyedi, mégis végtelenül elemi; a természet dicsőítésének egyik eszköze. Végre nem csak a délibáb szerepel egy kötetben; ezekben a versekben a bábos is teljes lényével jelen van. 
Család, szerelem, természet. A bábmester Szentháromsága. A Szellemkócsagok egy harmadik időszámítás,- az egymás és az élet szerelmeseinek korában játszódik. Elmesél mindent, ami már létezik és mi mégsem vettük észre. Úgy érzem, mintha egy különleges kis bolygó egyedüli lakosa lennék, és egy teljesen új világra nyílna a szemem, ahol az állatok mindig többet tudnak, mint az emberek. 
Gyönyörű természeti képek fognak kezet egymással, hogy aztán a vers űrhajójával elmenekülve kikössenek a szívemben. Ez az űrhajó megmenti az érzelmeket a koszos mancsú Világ kezéből. Kitelepíti őket, mint Noé bárkájával az állatokat. A Világ özönvize nem venné figyelembe a szellemkócsagokat; nem látná meg a sólyomfiókákat dicsőségük hajnalán; nem sajnálná meg a bálnákat nagy szívük miatt. 
Acsai Roland egy új Noé; érzelemmegmentős szuperhős, és legyünk büszkék rá, hogy a természet Bibliáját írta meg nekünk."
Szabó T. Anna írja a Szívhajítók című kisregényről:
„Acsai Roland metafizikus kalandregénye olyan lebegő álomtérben, olyan időtlen, egyszerre ősi és jövőbeli, de nagyon is reálisnak érzékelt, intenzív és felejthetetlen világban játszódik, ahol otthon érezhetjük magunkat, mégsem tudjuk soha kiszámítani, mi fog történni. Egyetlen dologban lehetünk csak biztosak: hogy aki igazán szerelmes, az mindenre képes.”
Mészöly Ágnes írja a Jin és Jang című lírai fantasyről:
„A Jin és Jang pontosan azt az érzést idézi fel az olvasóban, amit egy jó japán rajzfilm nézése közben érezhetünk. Ugyanazt a boldog szomorúságot hagyja az olvasóban, mint mondjuk a Nauszika című rajzfilm nézőjében: az elveszett harmónia, az aranykor iránti sóvárgást, a tudatot, hogy érdemes ezt a harmóniát keresnünk, és a félelmet, hogy talán nem vagyunk méltók a megtalálására.”
Tandori Dezső írta az első kötetéről:
>>Egy nagyon jó indulás, pár helyen máris szinte megérkezés. (…) Föld és ember egy vers címe. Egyénien folytatódik: „Magam kiásni magamból...” Természetlíra? (…) A „fényes-fekete föld, amitől függünk...” Nagyon szép. „Holtbirtok” egy vers címe. Ez is nagyon erős. A titkos alagutak a gyökereknél. Hát persze, persze, természetlíra. „Békarágás feketült az epren”. Több, mint természetlíra ilyenkor. (…) Egymásba fognak épülni a művek, úgy érzem, körkörösen, mint... lásd elfűrészelt fatörzsek mintázata. A fojtogató idő-por: költőnknek ihlető. „Költőnk” — ezt az ócska frázist azért merem használni, mert nagyon jól szólít meg minket a kötet, lehet vele élni. (… ) Acsai, ha nem utálnám irodalomra a futball-hasonlatokat, amolyan 16-oson belül fapofával kavaró csatár. Pedig dehogy fapofa. Mélyhegedű-fájdalom az egész. (…) Szeretem ezeket a szavakat. Képeket (…) Nem költői toposzok, vagy hogyan mondják, hanem az élet képei. Egy valódi életéi. Nincsenek csináltságok. (…) Nem is olyan sokára azt mondogathatjuk majd, Acsai olvasói: hú, de jó kis indulás volt... már az indulás is milyen jóra sikeredett. Mert megtörtént a kimódolhatatlan: a versek együttese összeállt. Teszi ezt a tehetség s az igazmondás „természete”. <<
Megjelent: Alföld folyóirat, 2002/3
Tandori Dezső írta a költészetéről:
„Acsai előszeretettel emlegeti magával kapcsolatban Seamus Heaneyt, tehát a táj-lét-rétegek mélyfúróját, tőzegvágóját. És az ő költészete is – első remek kötete után – további tőzegfejtés. A múltakat, élete legközelebbi múltjait térképezi; plasztikusan és takarékosan adagolva képeit. (…) Acsai verse – struktúraközpontú. (…) Ahogy szerkeszt. Ahogy elemeit „visszahozza”. Ahogy megdöbbent minket, lét-elemien, hogy mi van még a főnevek, jelzők mögött. (…)Teljesen öntörvényű, öntémájú, a témáját a végsőkig föld–döngölően, föld–falón kimeríteni akaró (és tudó!) költészet (…) És önálló hangja van, semmi Heaney. Acsainak megvan önmaga rendkívül komolyan vett (és vehető) költői lehetősége. Költészete. Valamije, amivel ő így, kategóriájában, szerintem a legjobb.”
Jász Attila laudációja a Radnóti-díj átadásának alkalmából:
"Hiába próbálom elmondani, amit róla gondolok, legfeljebb túldicsérő mondatoknak tűnnek. És nem tudom kellően hangsúlyozni, amit szerkesztőként a legelső pillanattól, és ez már több mint ötkötetnyi távolságra van, amit legelső pillanatban is tudtam. És azóta is, ha Acsai Roland újabb verseit olvasom, folyamatosan megbizonyosodhatok róla, hogy ilyen fiatalon is mennyire megérdemli a figyelmet, nem kevésbé a Radnóti szellemiségét és nevét is idéző díjat. Amit a kuratórium egyértelműen ítélt neki. A magam részéről több emberként is szívből örülök a díjának. Rokon lelkű költőtársként, régóta támogató szerkesztőként és a díj egyik kurátoraként – büszke vagyok rá. És szeretettel gratulálok."
Szepes Erika fülszövege az Áttelelő nap című kötetéhez:
"A meglepetések és ellentmondások könyve. Első olvasásra modern, mai napok, sőt a hétköznapok világa: természeti képek, évszakok múlása – idő múlása –, életek múlása; gyermekek születése, növekedése, virágok, madarak – rengeteg madár! –, tehát: hétköznapjaink. És ellenpontként mindez a világirodalom klasszikus formáiban. De nem azért, hogy a forma a hétköznapiságot a klasszikus hímporral fenségesebbé tegye. Nem. Hanem azért, mert Acsai Roland művelt és érzékeny költő, és folytatja a huszadik század közepe tájt indult áramlatot, amelynek célja az volt, hogy a formabontó, harsány, szabadverses avantgárddal szemben a fenyegető kort megpróbálja a renddel, a formával megzabolázni. Radnóti mondja: „A valóság, mint megrepedt cserép, / nem tart már formát, és csak arra vár, / hogy szétdobhassa rossz szilánkjait. / Mi lesz most azzal, aki míg csak él, / amíg csak élhet, formában beszél / s arról, mi van, – ítélni így tanít.” És írta, írta klasszikus formákban eklogáit, leveleit, még utolsó verseit is. Mindenkinek az életében történik valami olyan, még ha nem is tragédia, ami letöri, megfosztja erejétől, életkedvétől. Acsai korábbi köteteiből tudjuk, hogy traumákon ő is átesett. De átsegítette magát – átsegítették őt a megtartó formák. Ahogy – hazát váltva – Balla Zsófiát is, akit a nyolcvanas években a szonett tart egyben: „Szonettet írni, mint a szék, olyan most, / a karfa és a támla egybefog.” És Acsai is megírja a maga szonettjeit. A huszadik század végén pedig a korszak kiemelkedő nagysága, Orbán Ottó megszólítja nagy elődjét, Arany Jánost: „Mi hát a költészet, mesterek közt mester, / zúgó csillagok közt a lassan-a-testtel; /mire illik rá ugyanúgy a mérték, / ahogy azt a régi mesterek kimérték…” – felező tizenkettesekben, Arany kedvelt ritmusában, epikus magyar mértékben. És Acsai Roland megmutatja, mire illik rá a mérték, a forma: a hétköznapok monotóniájára, hogy megszépítse, egyénítse, hogy csak az övé lehessen, hogy a szépség igényéről rá lehessen ismerni. És mindezt nem akadémikus merevségbe dermedve teszi, hanem játszik is: megújít formákat, rímessé tesz rímtelen verseket, és rímeiben ott bujkál még a humor is: „Minden szava jászol./ ’Játszol velem?’ – kérdi. ’Hát persze.’/ És vele játszol.” Ebből a játékból még fonatos rímet is létrehoz (ritka díszítmény: Adytól ismerjük). Peregnek ujján a ritmusok: a Csokonai kedvelte ionicus a minore-t önmagával is, de egy szótaggal rövidebb alakjával, az anapesztussal is párba állítja. Ezt a sok formai ragyogást olykor elhomályosítják a múlás szürke gondolatai: „Ha elolvadna mindaz, mit úgy hívunk, való,/ örökre megmaradna a fehér hóbogyó.” Maradjon meg velünk, fehér hóbogyóként, ez a tiszta csillogású kötet."